# Jair Céspedes
Jair Edson Céspedes Zegarra (Arequipa, 22 maggio 1984) è un calciatore peruviano, centrocampista del Deportivo Municipal e della nazionale peruviana.

## Carriera

### Nazionale
Viene convocato per la Copa América Centenario negli Stati Uniti.